# 東駿河湾環状道路
東駿河湾環状道路（ひがしするがわんかんじょうどうろ、HIGASHI-SURUGAWAN KANJO ROAD）は、静岡県沼津市から、静岡県函南町に至る道路である。沼津岡宮IC - 大場・函南IC（本線）及び大場・函南IC - 函南塚本IC（連絡路）が供用中、沼津岡宮IC - 愛鷹IC（仮称）及び大場・函南IC - 函南IC（仮称）が事業中である。

## 概要
高規格幹線道路・伊豆縦貫自動車道の一部を構成するとともに、沼津・三島都市圏の環状道路として、広域交通と生活交通を分離することによる渋滞の緩和、交通事故の削減等を目的に整備されている。開通により、沿線各地の混雑解消や災害に弱い伊豆半島の国道の代替ルートが確保される。

### 事業化区間
本線（国道1号）
起点：静岡県沼津市岡宮（沼津岡宮IC）
終点：静岡県田方郡函南町平井（函南IC：仮称）
全長：15.0 km
道路規格：第1種第3級
設計速度：80 km/h
車線数：4車線または暫定2車線
連絡路（国道1号）
起点：静岡県三島市大場（大場・函南IC）
終点：静岡県田方郡函南町塚本（函南塚本IC）
全長：3.7 km
道路規格：第1種第3級
設計速度：60 km/h
車線数：完成2車線
連絡路（側道 国道136号函南～三島バイパス）
起点：静岡県田方郡函南町塚本
終点：静岡県田方郡函南町大土肥
延長：1.94 km

### 西区間
全線が事業未着手区間だったが、2015年4月9日に愛鷹IC - 沼津岡宮IC（2.6 km）が新規事業化された。

#### 事業化区間（西区間）
起点：静岡県沼津市岡宮（沼津岡宮IC）
終点：静岡県沼津市東椎路（愛鷹IC：仮称）
全長：2.6 km

#### 未事業化区間（西区間）
起点：静岡県沼津市東椎路（愛鷹IC：仮称）
終点：静岡県沼津市原一本松
全長：5.2 km

## 通過する自治体
（）は通過予定の自治体である。
本線
- 静岡県
  - 沼津市 - 駿東郡長泉町 - 裾野市 - 三島市 - （田方郡函南町）

連絡路
- 静岡県
  - 三島市 - 田方郡函南町

## 接続する高速道路
本線
- E1 東名高速道路：沼津岡宮ICで東名高速道路沼津ICへ接続
- E1A 新東名高速道路：長泉JCTで新東名高速道路長泉沼津ICへ接続
- 伊豆湘南道路（構想）：函南ICで接続予定

## インターチェンジなど
- IC番号欄の背景色が■である部分については道路が供用済みの区間を示す。施設名欄の背景色が■である部分は施設が供用されていない、または完成していないことを示す。（）の施設名は仮称。
- スマートICは背景色■で示す。
- BSのうち、○は運用中、◆は休止中の施設。無印はBSなし。

### 本線
| IC 番号                                       | 施設名       | 接続路線名 | 起点 から （km） | BS | 備考           | 所在地 | 所在地 |
| --------------------------------------------- | ------------ | --- | ---------------- | -- | -------------- | ------ | ------ |
| 東駿河湾環状道路（西区間） 沼津市原一本松方面 |              | |                  |    |                |        |        |
| -                                             | 愛鷹IC       | 静岡県道419号愛鷹インター線 沼津市道0105号線                                                                                              | 2.6              |    |                | 静岡県 | 沼津市 |
| 1                                             | 沼津岡宮IC   | E1 東名高速道路（沼津IC） 静岡県道405号足高三枚橋線                                                                                       | 0.0              |    |                | 静岡県 | 沼津市 |
| 2                                             | 長泉JCT      | E1A 新東名高速道路（長泉沼津IC） |                  |    |                | 静岡県 | 長泉町 |
| 3                                             | 長泉IC       | 国道246号（裾野バイパス） 三島市道芙蓉台環状線（沼津方面のみ側道経由で間接接続） 静岡県道21号三島裾野線（沼津方面のみ側道経由で間接接続） | 4.1              |    |                | 静岡県 | 長泉町 |
| 4                                             | 三島萩IC     | 三島市道芙蓉台環状線 静岡県道21号三島裾野線                                                                                               | 5.4              |    | 下田方面出入口 | 静岡県 | 三島市 |
| 5                                             | 三島加茂IC   | 三島市道祇園原線 三島市道加茂沢地線 | 8.6              |    |                | 静岡県 | 三島市 |
| 6                                             | 三島塚原IC   | 国道1号（塚原バイパス） | 10.0             |    |                | 静岡県 | 三島市 |
| 7                                             | 三島玉沢IC   | 静岡県道142号三ツ谷谷田線 | 11.5             |    |                | 静岡県 | 三島市 |
| 8                                             | 大場・函南IC | 連絡路 | 13.1             |    |                | 静岡県 | 三島市 |
| -                                             | （函南IC）   | 伊豆湘南道路（構想） 静岡県道11号熱海函南線（熱函道路）                                                                                   | 15.0             |    | 未着工         | 静岡県 | 函南町 |
| 予定路線 約16km                               |              | |                  |    |                |        |        |

### 連絡路
| IC 番号                                                 | 施設名       | 接続路線名 | 起点 から （km） | BS             | 備考 | 所在地 | 所在地 |
| ------------------------------------------------------- | ------------ | --- | ---------------- | -------------- | ---- | ------ | ------ |
| 8                                                       | 大場・函南IC | 本線 | 0.0              |                |      | 静岡県 | 三島市 |
| 8                                                       | 大場・函南IC | 静岡県道141号清水函南停車場線 国道136号（函南～三島バイパス）（側道） 国道136号（現道）（側道経由で間接接続） 静岡県道11号熱海函南線（熱函道路）（側道経由で間接接続） | 0.0              | 本線方面出入口 |      | 静岡県 | 三島市 |
|                                                         | 函南塚本IC   | ↓ | 3.7              |                |      | 静岡県 | 函南町 |
| 国道136号（伊豆中央道） ※伊豆縦貫自動車道の一部ではない |              | |                  |                |      |        |        |

### サービスエリア・パーキングエリア
本線
三島塚原IC近くにドライブインとフルーツ狩りメインの観光農園を併設した施設、伊豆フルーツパークがある。
このほかに、2012年11月24日に三島塚原IC近くに移転した地方卸売市場三島青果市場に「農の駅」を併設する構想も存在する。
連絡路
函南塚本IC近くに道の駅と川の駅（河川防災ステーション）を併設した施設「道の駅伊豆ゲートウェイ函南」が2017年5月1日に開業した。

### 高速バス
本線
2012年現在、本線上に1箇所もBSが設置されていないが、三島萩IC近くにある萩芙蓉台バス停に富士急シティバスと京王電鉄バスが共同運行する三島-渋谷・新宿線（愛称・みしまコロッケ号）が停車する。
2012年1月7日のダイヤ改正で、三島 - 渋谷・新宿線（愛称・みしまコロッケ号）のルートが変更され、沼津岡宮IC - 長泉ICを通行するようになった。

## 主なトンネルと橋
本線
- 芹沢川橋（沼津岡宮IC - 長泉JCT）【芹沢川】：80.2 m
- 新桃沢川橋（長泉JCT - 長泉IC）【桃沢川】：383.0 m
- 谷津川橋（長泉JCT - 長泉IC）【谷津川】：150.5 m
- 長泉立体区間
  - 以下の高架橋で構成されている。
  - 南一色高架橋（長泉IC）【梅ノ木沢川】：326.0 m
  - 黄瀬川高架橋（長泉IC）【黄瀬川】：206.0 m
  - 納米里第2高架橋（長泉IC - 三島萩IC）【御殿場線】：247.0 m
  - 納米里第1高架橋（長泉IC - 三島萩IC）：280.0 m
  - 伊豆島田高架橋（長泉IC - 三島萩IC）【大場川】：261.0 m
- 徳倉高架橋（三島萩IC - 三島加茂IC）【徳倉宮川】：155.0 m
- 沢地川橋（三島萩IC - 三島加茂IC）【沢地川】：290.0 m
- 賀茂之洞橋（三島萩IC - 三島加茂IC）：106.0 m
- 山田川橋（三島加茂IC - 三島塚原IC）【三島山田川】：294.0 m
- 塚原高架橋（三島塚原IC - 三島玉沢IC）：216.0 m
  - この高架橋の長泉IC寄りに「三島富士美橋」の銘板が取り付けられている。
- 谷田高架橋（三島玉沢IC - 大場・函南IC）【東海道新幹線・夏梅木川】：234.0 m
- 谷田南高架橋（三島玉沢IC - 大場・函南IC）【東海道本線】：113.5 m
- 大場高架橋（三島玉沢IC - 大場・函南IC）【函南観音川】：225.5 m

連絡路
- 三島富士美橋（大場・函南IC - 函南塚本IC）【六反田川】：987 m
- 函南富士見橋（大場・函南IC - 函南塚本IC）【伊豆箱根鉄道駿豆線】：1,590 m
  - 三島塚原IC - 函南塚本IC間の開通に先立って、2014年2月1日に同区間の富士山眺望ウォーキング大会が行われ、2つの高架橋の名称が三島側が「三島富士美橋」、函南側が「函南富士見橋」と命名された[13]。

函南富士見橋を構成する函南高架橋は、伸縮継手のない桁橋の連続高架橋として日本最長（1,246.5 m）を誇る。また、三島富士美橋を構成する八ツ溝高架橋は同2位（986.7 m）である。
- 函南富士見橋を構成する函南高架橋の直線部は鋼23径間連続合成床版少主鈑桁橋（延長1246.5 m）、重量は1,812t＋1,496t＝3,308t、支間長は43.8＋2＠50.0＋10＠55.0＋4＠56.25＋2＠50.0＋2＠59.0＋68.0＋39.4 m、曲線部は鋼5径間連続非合成箱桁橋（延長343.5 m）で構成される[16][17][18]。
- 三島富士美橋を構成する八ツ溝高架橋は、鋼21径間連続非合成少数主桁橋（延長986.670 m）で、鋼重は約2,630t、支間長は51.9＋2＠54.0＋4＠51.3＋54.8＋8＠42.6＋53.7＋3＠47.0＋29.07 mである[19]。

## トンネルの数
- 背景色が■である部分は道路が供用されていない区間を示す。

| 区間   | 区間                      | 上り線 | 下り線 | 備考 | 合計 |
| ------ | ------------------------- | ------ | ------ | ---- | ---- |
| 本線   | 沼津岡宮IC - 長泉IC       | 0      | 0      | ※    | 0    |
| 本線   | 長泉IC - 大場・函南IC     | 0      | 0      |      | 0    |
| 本線   | 大場・函南IC - 函南IC     | 0      | 0      | ※    | 0    |
| 連絡路 | 大場・函南IC - 函南塚本IC | 0      | 0      | ※    | 0    |

※の区間は2車線の対面通行で供用もしくは供用予定であるため上下線で1本となっている。

## 歴史
未供用のIC名は全て仮称である。
- 1984年6月8日：東駿河湾環状道路整備促進期成同盟会 設立
- 1987年10月2日：岡宮IC（現・沼津岡宮IC）- 玉沢IC（現・三島玉沢IC）間都市計画決定
- 1988年度：長泉IC - 加茂IC（現・三島加茂IC）間事業化
- 1989年度：加茂IC（現・三島加茂IC）- 玉沢IC（現・三島玉沢IC）間事業化
- 1989年度：用地買収に着手
- 1990年度：岡宮IC（現・沼津岡宮IC）- 長泉IC事業化
- 1991年度：玉沢IC（現・三島玉沢IC）- 函南IC事業化
- 1995年2月21日：玉沢IC（現・三島玉沢IC）- 函南IC都市計画決定
- 1995年度：着工
- 2009年7月27日：沼津岡宮IC - 三島塚原IC開通
- 2010年4月28日：長泉IC - 三島萩IC間の側道が開通[6]
- 2012年3月24日：三島加茂IC供用開始および三島加茂IC - 三島塚原IC間の4車線化
- 2012年4月14日：長泉JCT供用開始に伴い新東名高速道路に接続
- 2014年2月11日：本線の三島塚原IC - 大場・函南IC間及び連絡路の大場・函南IC - 函南塚本IC間供用開始[20][21]
- 2015年4月7日：沼津岡宮IC - 愛鷹IC事業化[5]

## 道路管理者
- 国土交通省
  - 中部地方整備局 沼津河川国道事務所：全線

## ハイウェイラジオ
- 2018年8月現在、設置されていない。

## 車線・最高速度
- 背景色が■である部分は道路が供用されていない区間を示す。

| 区間   | 区間                      | 車線 上下線=上り線+下り線 | 最高速度 |
| ------ | ------------------------- | ------------------------- | -------- |
| 本線   | 沼津岡宮IC - 長泉IC       | 2=1+1                     | 60 km/h  |
| 本線   | 長泉IC - 三島塚原IC       | 4=2+2                     | 80 km/h  |
| 本線   | 三島塚原IC - 大場・函南IC | 2=1+1                     | 60 km/h  |
| 本線   | 大場・函南IC - 函南IC     | 未供用                    | 未供用   |
| 連絡路 | 大場・函南IC - 函南塚本IC | 2=1+1                     | 60 km/h  |

開通当初、三島加茂IC - 三島塚原IC間は暫定2車線、最高速度60 km/hであったが、2012年3月24日の三島加茂IC供用と同時に4車線化され、最高速度が80 km/hに引き上げられた。

## 道路照明灯
本線
- 沼津岡宮IC - 三島塚原IC

この区間では約500メートル間隔で非常駐車帯に設置されている（東名高速道路などの通常の高速道路では約40メートル間隔での設置が一般的）。

## 交通量
2009年度 夏季観光交通の状況（24時間交通量）
【8月15日(土)3:00 - 8月16日(日)3:00 調査結果】
- 沼津岡宮IC - 長泉IC：13,600
- 長泉IC - 三島萩IC：14,200
- 三島萩IC - 三島塚原IC：18,400

道路交通センサスより
| 区間                      | 2010年 | 2015年 |
| ------------------------- | ------ | ------ |
| 函南塚本IC - 大場・函南IC | 未開通 | 15,531 |
| 大場・函南IC - 三島玉沢IC | 未開通 | 31,434 |
| 三島加茂IC - 三島萩IC     | 19,314 | 47,370 |
| 長泉IC - 長泉沼津IC       | 14,757 | 24,437 |

## 開通による影響
沼津岡宮IC周辺
沼津岡宮IC - 三島塚原IC開通以前は東名高速道路の沼津ICから伊豆方面に行く場合、主に沼津ぐるめ街道を通るしかなかったが、開通で伊豆縦貫自動車道を通るルートが加わり、車両が分散化した。そのため、道路沿いにある店の立ち寄り客が減少した。また「東駿河湾環状道が伊豆中央道につながったら、ぐるめ街道全体の店舗経営が厳しくなる」との危惧する声が聞かれた。東駿河湾環状道路西区間が開通すれば、ぐるめ街道の通行量はさらに減少する可能性がある。
三島塚原IC周辺
沼津岡宮IC - 三島塚原IC開通後、当ICから車で10分以内にアクセスできる場所に長さ400メートルの箱根西麓・三島大吊橋（完成時点で歩行者用つり橋の中で長さ日本一になる）を建設することが決定し、2015年12月に営業を開始した。
また、2012年11月24日に三島青果市場が三島駅近くから東名高速道路や新東名高速道路にアクセスしやすい当IC近くに移転した。